# 布氏珍龜
布氏珍龜 （學名： Homopus boulengeri）是珍龜屬下的一個種。原生於南非乾旱臺地高原。已受到棲息地破壞的威脅。